# Aragońska Droga św. Jakuba

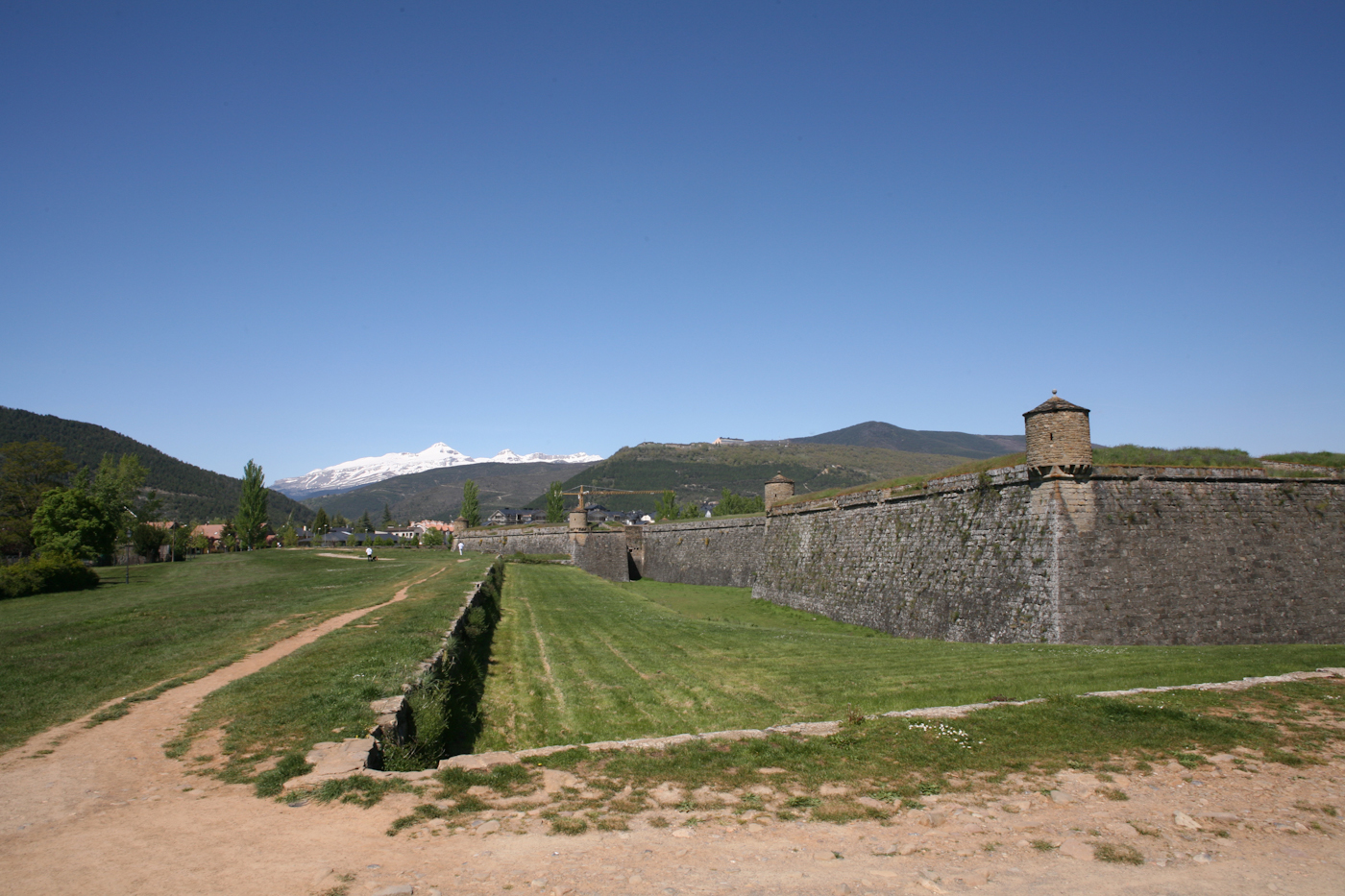
Cytadela w Jaca

Camino Francés por Aragón, czyli Aragońska Droga św. Jakuba zaczyna się w Somport w Pirenejach na granicy hiszpańsko-francuskiej, zaś kończy w miejscowości Puente la Reina, gdzie łączy się z Camino Francés. Odcinek ten ma 165 km. Ważniejsze miasta mijane po drodze to m.in.: Jaca, Sangüesa.